# Complejo conmemorativo Ata-Beyit
El Complejo conmemorativo Ata-Beyit (en ruso: Мемориальный комплекс «Ата-Бейит») es un sitio conmemorativo y cementerio localizado en Chong-Tash, a 30 kilómetros de Biskek, Kirguistán. Ata-Beyit contiene una composición escultórica y un museo.
Ata Beyit, significa "Tumba de nuestros Padres" en el idioma kirguís. 

## Historia
Fue construido en 2000 por iniciativa del primer presidente de Kirguistán, Askar Akayev, en memoria de las víctimas de represión por las autoridades soviéticas en la villa. En 1938, figuras destacadas de la entonces República Socialista Soviética de Kirguistán fueron ejecutadas en Chong-Tash por el NKVD durante la Gran Purga ordenada por Iósif Stalin. Los asesinatos fueron cubiertos en gran por el Comité de Seguridad de Estado de la República Socialista Soviética de Kirguistán hasta que el sitio fue redescubierto en 1991 y su cuidador reveló la ubicación del grave a su hija tras la disolución de la Unión Soviética. se celebró una ceremonia de duelo patrocinada por el estado por los restos de algunas de las víctimas. Al día siguiente, se proclamó la independencia y soberanía de Kirguistán.

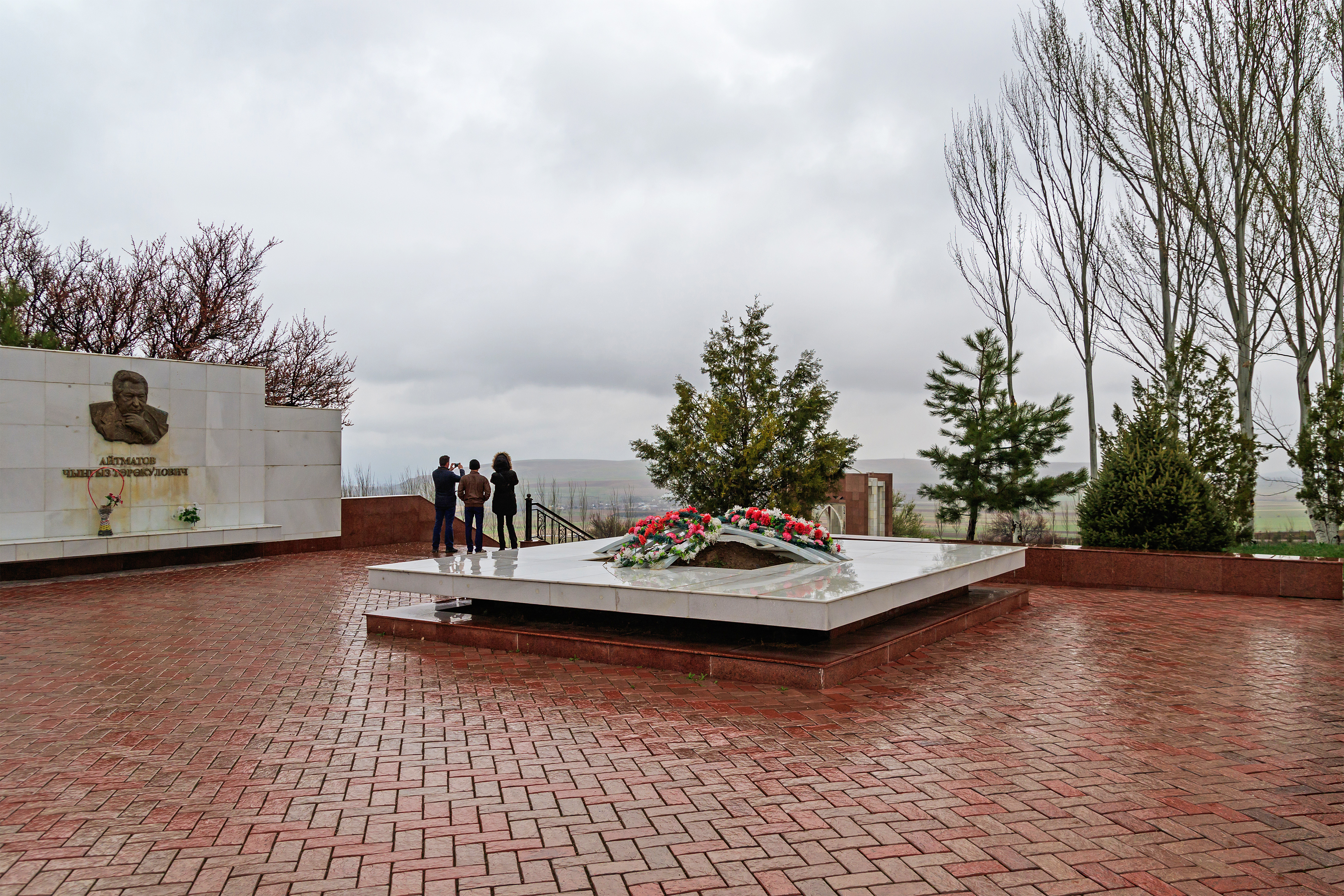
La tumba de Chinghiz Aitmatov

Los cuerpos fueron desenterrados e internados colectivamente en Ata-Beyit nueve años más tarde en presencia del presidente Akayev, otros dignatarios kirguís y extranjeros, y parientes de los muertos. En el lado derecho del museo se encuentra una placa conmemorativa qué tiene el nombre gravado de las 137 víctimas. Durante los días de la Historia y la Conmemoración de los Antepasados entre el 7 y 8 de noviembre, se lleva a cabo una procesión hacia el monumento donde el presidente de Kirguistán deposita una ofrenda floral en honor a las víctimas. Uno de las personas más notables enterradas en Ata Beyit es el es escritor kirguís Chinghiz Aitmatov, enterrado en junio de 2008, ue uno de los organizadores fundadores del complejo. Fue enterrado junto a su padre Törökul, quién murió cerca de 1938. Víctimas de la Revuelta de Kirguistán de 2010 también fueron enterrados aquí. En 2016, se instaló un monumento a la Rebelión de Asia Central de 1916 en el cementerio en la forma de una escultura horizontal de un Tunduk (Тундук) con un ápice circular, una yurta tradicional.